# Odeon (sello discográfico)
Odeon fue un sello discográfico fundado en 1903 por Mark Straus y Heinrich Zuntz de la International Talking Machine Company en Berlín, Alemania.

## Historia

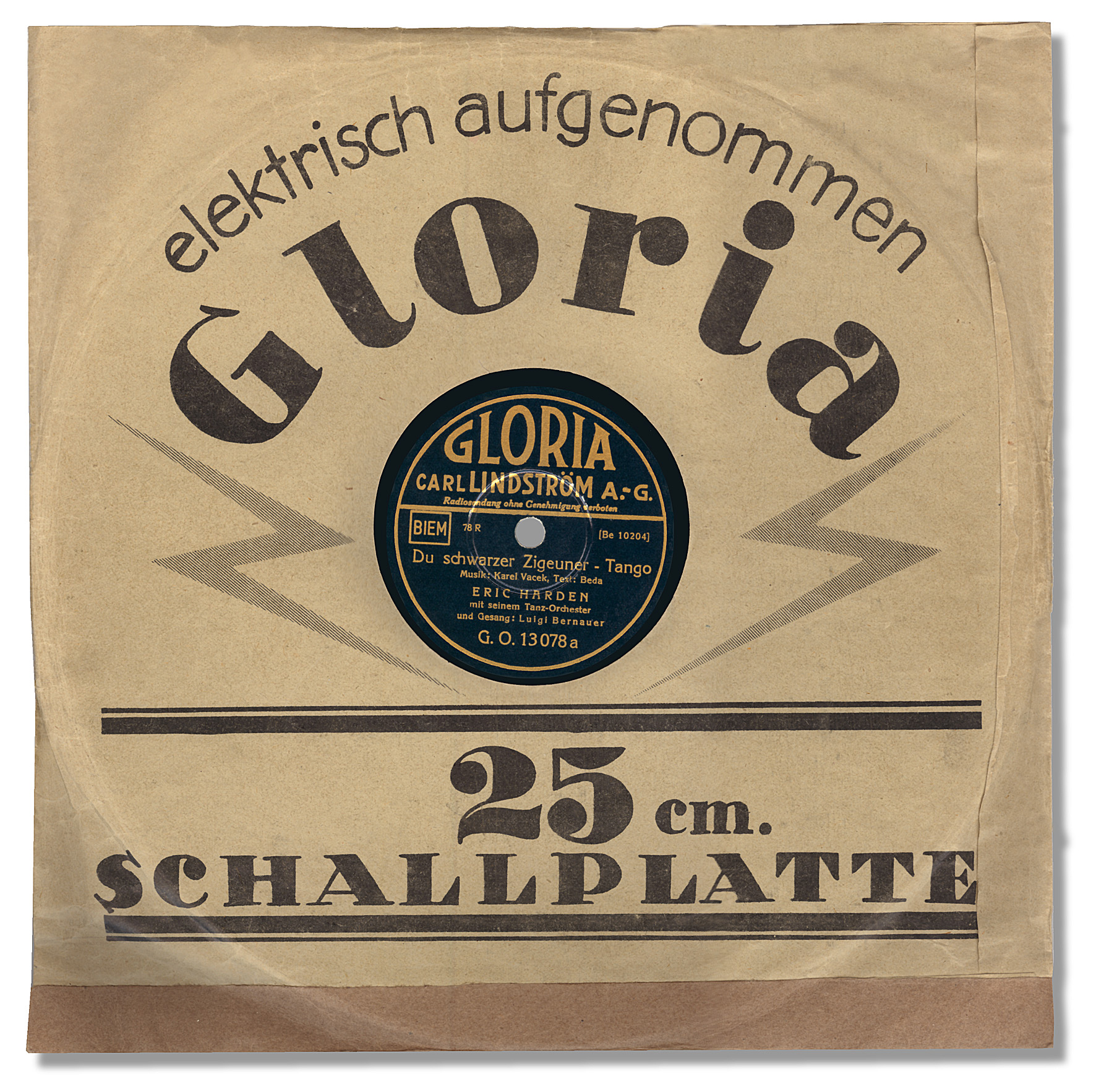
Disco grabado por Carl Lindström Company en 1930.

Disco Odeon en Perú de 45 RPM en los años 60.

Straus y Zuntz compraron a Carl Lindström la empresa que este había fundado en 1897. Transformaron la empresa Lindström en una empresa pública, Carl Lindström A. G. y compraron en 1903, entre muchas otras compañías discográficas Fonotipia Records, incluyendo Odeon-Werke International Talking Machine Co. m. b. H.
En 1904, Odeon lanzó los primeros discos de gramófono de doble cara. La American Record Company comenzó a hacer prensajes en laca azul de 10 ¾ pulgadas para Odeon destinados a su exportación a Europa en 1905 o 1906, todos de doble cara. En 1909, se realizó la primera grabación de una obra orquestal, (y lo que pasó a ser el primer álbum grabado) cuando lanzaron un conjunto de cuatro discos de la Suite de El cascanueces de Piotr Ilich Chaikovski, con Herrmann Finck dirigiendo la orquesta del palacio de Londres.
El 30 de enero de 1904, Odeon se convirtió en parte de la empresa Carl Lindström Company, que también era dueña de Beka Records, Parlophone y Fonotipia, Lyrophon, Homophon y otros sellos discográficos. Lindström fue adquirida por la empresa inglesa Columbia Graphophone Company en 1926. En 1931 Columbia se fusionó con Electrola, HMV y otros sellos para formar EMI.
La planta de Odeon en Berlín grababa, procesaba y exportaba grabaciones a muchos países. Hubo extensos catálogos nacionales para países tales como Grecia, los países escandinavos, la India, todos los países árabes, Holanda, Estonia, Portugal, Sudamérica y América Central, Rumania, Turquía, Hungría, China, las Indias Orientales Neerlandesas, Siam, los países balcánicos, etcétera. En los años 1920 y 1930, alrededor del 70% de la producción de Odeon era exportada. Algunas grabaciones de Odeon fueron subcontratadas por la empresa estadounidense Okeh Records para su distribución en Estados Unidos.
En 1936, el director de la sucursal Odeon se vio obligado a retirarse y fue sustituido por Dr. Kepler, un miembro del partido nazi. En 1939, Odeon y Electrola fueron colocados bajo una administración nombrada por los nazis. La enorme fábrica de Odeon en Schlesische Strasse, en Berlin-Kreuzberg fue completamente destruida por bombardeos de la Fuerza Aérea de Estados Unidos en los ataques aéreos de febrero de 1945.
Después de 1945, Odeon se siguió utilizando en el Reino Unido, como un sello para prensajes destinados al África Occidental. En Argentina, Chile, España y Brasil, Odeon sobrevivió como una subsidiaria de EMI hasta el final de la era del LP, a mediados de 1980, cuando finalmente desapareció por completo. Después de la Segunda Guerra Mundial, Odeon en Alemania Occidental reeditó muchas grabaciones anteriores a la guerra, nuevas grabaciones de música alemana en este sello, como así también grabaciones importadas.
La mayor cantidad de lanzamientos de los Beatles, incluyendo sus sencillos, aparecieron con el respaldo del sello Odeon en muchos mercados no angloparlantes como Alemania Occidental, Japón, España, los países escandinavos, América del Sur y Francia, algunos de los cuales tuvieron a Apple Records hasta 1971 (o Parlophone), y luego volvieron a Odeon en 1976.
En las exportaciones directas de EMI-HMV a los Estados Unidos, donde el sello HMV era propiedad de RCA Victor Records, fueron pegadas etiquetas sobre el logo de Odeon. Esto también se hizo con álbumes de Columbia Graphophone Company cuando se vendieron en América del Norte, donde CBS Records tenía derechos sobre el nombre.
La filial argentina de EMI todavía seguía siendo comercializada como EMI Odeon SAIC hasta que Universal Music Group compró EMI.